# Tales of Arise
Tales of Arise (テイルズ オブ アライズ, Teiruzu obu Araizu) é um jogo eletrônico de RPG de ação desenvolvido e publicado pela Bandai Namco Entertainment para Microsoft Windows, PlayStation 4, PlayStation 5, Xbox One e Xbox Series X/S. É o décimo sétimo título principal da série Tales, e foi originalmente planejado para ser lançado em 2020, mas foi adiado para setembro de 2021 devido a problemas internos de qualidade e a capacidade de lançar o jogo em mais plataformas. É também o primeiro jogo da série com lançamento mundial simultâneo. O jogo segue um homem e uma mulher dos mundos opostos de Dahna e Rena e sua jornada para acabar com a opressão dos Renans sobre o povo Dahnan.
Desenvolvido por uma equipe composta por veteranos e novatos da série, o objetivo era revitalizar a franquia Tales. Minoru Iwamoto, um dos vários artistas que trabalharam em Tales of Zestiria e Tales of Berseria, retorna como projetista de personagens e diretor de arte. O jogo é construído usando a Unreal Engine 4. Após o seu lançamento, Tales of Arise recebeu avaliações geralmente favoráveis, e recebeu o prêmio de "Melhor Jogo de RPG" no The Game Awards 2021.

## Jogabilidade
Assim como os jogos anteriores da série, Tales of Arise é um RPG de ação, embora sua jogabilidade tenha passado por alterações não especificadas como parte de seus objetivos de desenvolvimento, mantendo o sistema básico de batalha da série Tales, apelidado de "Linear Motion Battle System". O jogo tem um grande foco em evasão e contra-ataque, com Tales of Graces, um título de 2009 elogiado por seu combate, citado como inspiração. Ao contrário de muitos dos títulos anteriores da série, o jogo não apresenta multijogador, com a equipe de desenvolvimento decidindo se concentrar em várias interações entre personagens em combate, incluindo a adição do recurso "Boost Strike", permitindo que vários membros do grupo façam ataques destrutivos juntos sob certas condições.